# Мерида (Венесуэла)
Ме́рида (Mérida, полное название Santiago de los Caballeros de Mérida) — город на западе Венесуэлы. Столица и крупнейший город штата Мерида.
Население около 300 тыс. жителей, с пригородами — более 500 тыс.
Город расположен в горной долине на высоте 1630 м между хребтами, входящими в горную систему Кордильера-де-Мерида (часть Анд). Место расположения самой высокогорной (наивысшая точка 4 765 м) и второй по длине в мире (12,5 км) канатной дороги Teleférico de Mérida, с которой открывается вид на пик Боливар.

## История Мериды
Первый раз Мерида была основана нелегально в 1558 году испанцем Хуаном Родригесом Суаресом, назвавшим его Сантьяго-де-Лос-Кабальерос-де-Мерида. Из-за отсутствия разрешения испанской короны на строительство города Суарес был арестован и отправлен в Боготу. Накануне вынесения смертного приговора испанец исчез и скрылся в Трухильо (Венесуэла), где получил политическое убежище. Второй основатель Мериды, Хуан де Мальдонадо, обладал необходимым разрешением.
Мерида, находящаяся в окружении гор, долгое время была провинциальным городом. За несколько столетий случилось всего несколько знаменательных событий: сильное землетрясение 1820-го года и двукратный визит Симона Боливара по пути в Колумбию и при возвращении в Каракас.

## Климат
| Показатель                    | Янв. | Фев. | Март | Апр. | Май  | Июнь | Июль | Авг. | Сен. | Окт. | Нояб. | Дек. | Год  |
| ----------------------------- | ---- | ---- | ---- | ---- | ---- | ---- | ---- | ---- | ---- | ---- | ----- | ---- | ---- |
| Средний суточный максимум, °C | 24,2 | 24,7 | 24,9 | 24,7 | 24,9 | 24,7 | 25,0 | 25,3 | 25,2 | 24,6 | 24,0  | 23,9 | 24,6 |
| Средняя температура, °C       | 18,1 | 18,6 | 19,1 | 19,3 | 19,6 | 19,4 | 19,3 | 19,4 | 19,4 | 19,1 | 18,7  | 18,1 | 19,0 |
| Средний суточный минимум, °C  | 14,0 | 14,5 | 15,3 | 16,0 | 16,2 | 16,0 | 15,5 | 15,6 | 15,7 | 15,7 | 15,4  | 14,4 | 15,3 |
| Норма осадков, мм             | 40   | 48   | 63   | 177  | 236  | 164  | 119  | 152  | 229  | 283  | 195   | 79   | 1785 |
| Источник: World Climate       |      |      |      |      |      |      |      |      |      |      |       |      |      |

## Особенности
- Мерида — университетский город, где учится около 40 000 студентов.  Здесь находится Боливарианская библиотека Мериды.
- В городе насчитывается 28 городских парков. Больше, чем в любом другом городе Венесуэлы.
- Каждый год в Мериде проводится фестиваль Ферия дель Соль.
- В Мериде в 2007 году запущена система скоростного троллейбусного транспорта